# Margret Häusler
Margret Häusler (* 20. September 1927 in Elberfeld; † 1992 in Riesa) war eine deutsche Grafikerin.

## Leben und Werk
Margret Häusler absolvierte zunächst eine kaufmännische Lehre und lebte danach von 1945 bis 1949 in Göhren auf Rügen. Die letzten beiden Jahre besuchte sie die private Kunstschule von Werner Laux in Putbus. Anschließend setzte sie ihre Ausbildung 1949/1950 als Meisterschülerin an der Akademie der Künste in Berlin bei Max Lingner und Heinrich Ehmsen fort. Von 1952 bis 1958 studierte sie an der Hochschule für Bildende Künste Dresden bei Erich Fraaß, Rudolf Bergander und Lea Grundig, bei der sie Meisterschülerin war. Sie schloss das Studium mit einem Diplom in den Fächern Malerei und Grafik ab. Zu ihren Mitstudenten gehörten u. a. Werner Haselhuhn, Manfred Schubert und Vinzenz Wanitschke. An der Hochschule hatte sie Paul Häusler kennengelernt, den sie heiratete.
Nach dem Studienabschluss arbeitete Margret Häusler, Mitglied des Verbands Bildender Künstler der DDR, in Dresden und ab 1965 in Riesa als freischaffende Künstlerin, vor allem als Holzschneiderin. In Dresden gehörte sie zu der bis etwa 1960 existierenden Ausstellungsgruppe „Dresdner Künstleraktiv 1957“, die sich unter der Begründung des Zusammenschlusses im Kampf gegen den Faschismus gebildet hatte, und der u. a. Hans und Lea Grundig und Eva Schulze-Knabe angehörten.
Margret Häusler betätigte sich u. a. auch als Illustratorin für Bücher und die Zeitschrift Die Schatulle. In Riesa hatte sie einen Werkvertrag mit dem dortigen Stahl- und Walzwerk.

## Ehrungen (Auswahl)

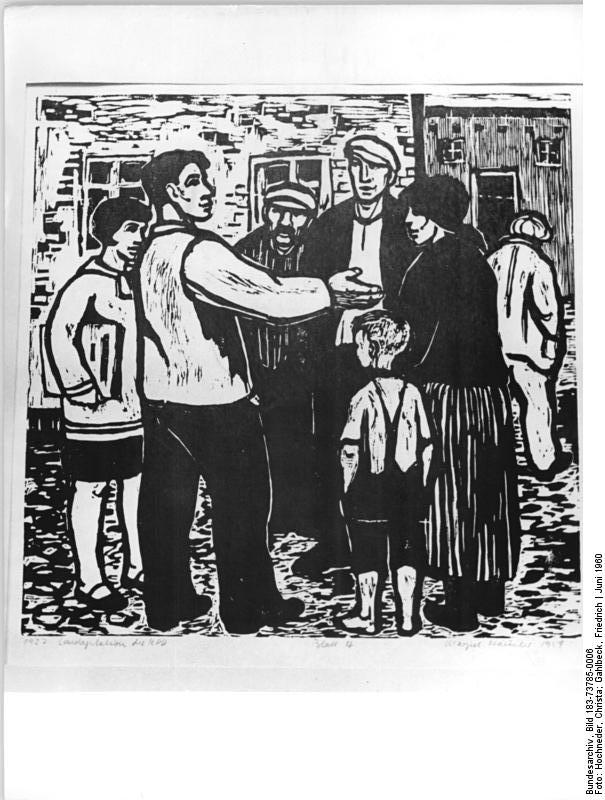
Holzschnitt Landagitation der KPD 1927, Teil des Zyklus Aus der Geschichte der Arbeiterbewegung Dresdens

- 1960: Kunstpreis des FDGB (für den Holzschnitt-Zyklus Aus der Geschichte der Arbeiterbewegung Dresdens)
- 1961: Kunstpreis des Edelstahlwerkes Freital bei Dresden
- 1962: Martin-Andersen-Nexö-Kunstpreis der Stadt Dresden
- 1965: Kunstpreis des FDGB[1]

## Werke (Auswahl)
- Pogrom (Holzschnitt, 1957; ausgestellt 1958/1959 auf der Vierten Deutschen Kunstausstellung)[3]
- Abschied von Freunden (Holzschnitt; ausgestellt 1958/1959 auf der Vierten Deutschen Kunstausstellung)[4]
- Ausflug in der Weißen Flotte (Holzschnitt aus der Folge „Sozialistisch leben, lernen, arbeiten“; ausgestellt 1962/1963 auf der Fünften Deutschen Kunstausstellung)[5]
- Im Zoo (Farbholzschnitt aus dem Zyklus „Aus dem Leben des sozialistischen Wohngebiets“; ausgestellt 1962/1963 auf der Fünften Deutschen Kunstausstellung)[6]
- Algerisches Kind (Zeichnung; ausgestellt 1962/1963 auf der Fünften Deutschen Kunstausstellung)[7]
- Heimweg (Holzschnitt aus dem Zyklus „Aus dem Leben einer Brigade“; 1960)[8]

### Buchillustrationen (Auswahl)
- Ruth Seydewitz: Wenn die Madonna reden könnte. Schätze der Weltkultur der Menschheit bewahrt. Verlag Neues Leben, Berlin 1962. (= Passat-Bücherei Band 55.) (Mit Reproduktionen von Zeichnungen.)

## Ausstellungen (unvollständig)

### Einzelausstellungen
- 1960: Dresden, Schloss Pillnitz („Kunst ist Waffe. Dresdner Künstleraktiv 1957“)
- 1984: Riesa, Hans-Grundig-Klub (mit Paul Häusler)
- 1987: Riesa, Städtisches Zentrum für Geschichte und Kunst („Weggefährden“; mit Paul Häusler, Werner Haselhuhn, Manfred Schubert, Gottfried B. Sommer und Vinzenz Wanitschke)
- 1989: Elsterwerda, Galerie „Hans Nadler“ (Grafik)
- postum 2019: Riesa, Stadtmuseum („Streiflichter“; mit Paul Häusler)

### Ausstellungsbeteiligungen
- 1958/1959, 1962/1963, Dresden, Deutsche Kunstausstellung
- 1960: Berlin, Pavillon der Kunst („Ausstellung zum 15. Jahrestag der Befreiung“)
- 1960: Berlin, Pavillon der Kunst („Frauenschaffen und Frauengestalten in der bildenden Kunst. 50 Jahre Internationaler Frauentag“)
- 1961: Magdeburg, Kulturhistorisches Museum (Kunst-Ausstellung zu den 3. Arbeiterfestspielen)
- 1961: Berlin, Akademie der Künste („Junge Künstler“)
- 1963: Berlin, Nationalgalerie (Kunstpreisträger der DDR)
- 1965: Frankfurt (Oder) (Arbeiterfestspiele)
- 1968: Halle/Saale („Sieger der Geschichte“)
- 1970: Berlin, Altes Museum („Auferstanden aus Ruinen. Druckgraphik und Zeichnungen 1945–1970“)
- 1971: Berlin, Altes Museum („Das Antlitz der Arbeiterklasse in der bildenden Kunst der DDR“)